# Dusit Zoo

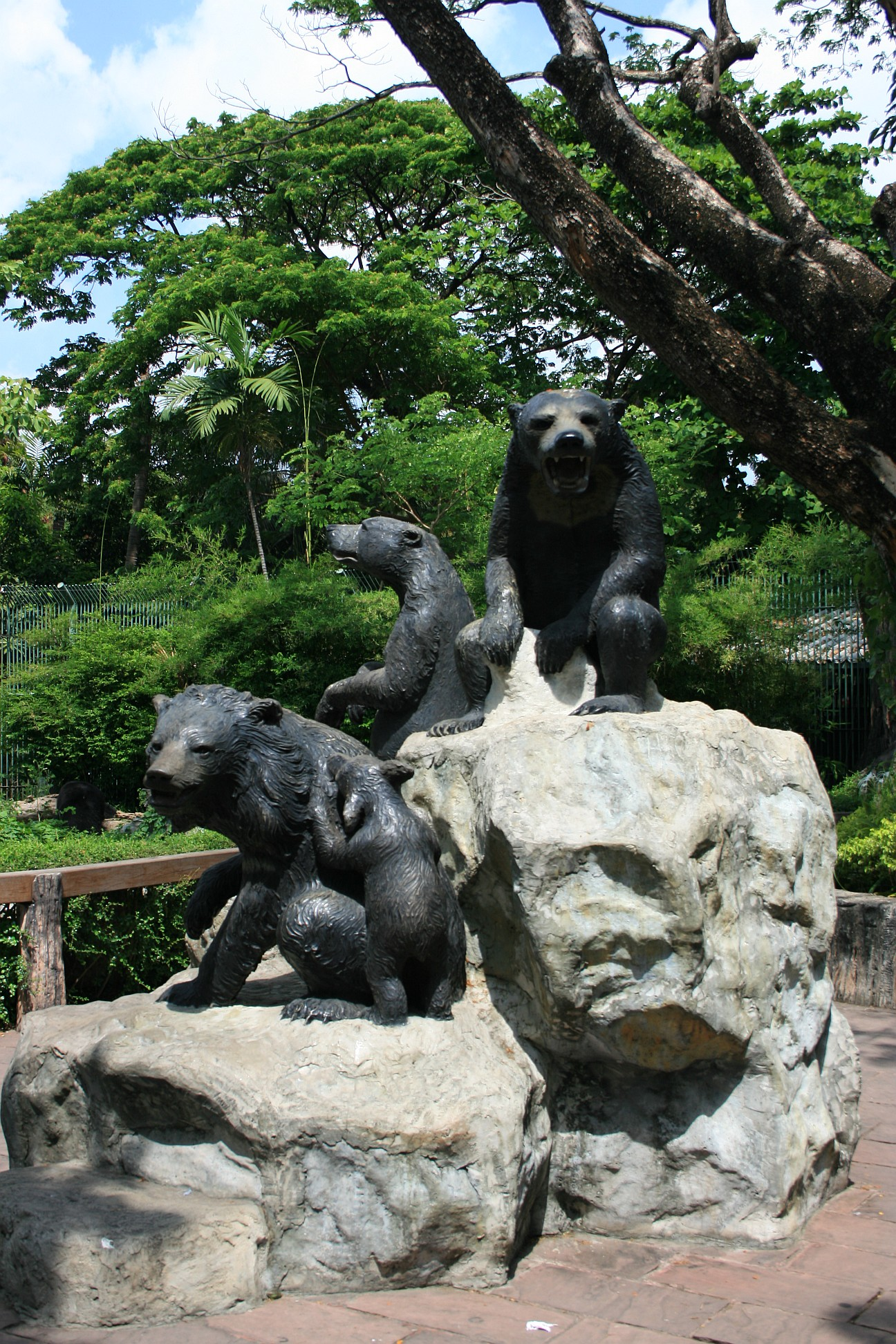
Beelden van beren in Dusit Zoo

Dusit Zoo was een dierentuin in de Thaise hoofdstad Bangkok.
Het was de oudste dierentuin van Thailand, gelegen in het district Dusit. Het terrein was aanvankelijk een privétuin bij het koninklijk paleis, aangelegd door koning Rama V (1868-1910). In de eerste helft van de twintigste eeuw werd het park overgedragen aan de gemeente Bangkok door koning Rama VIII (1925-1946), die ook zijn herten en andere dieren voor bezichtiging ter beschikking stelde.
Dusit Zoo was een van de populairste dierentuinen van Thailand. Het park sloot permanent zijn deuren op 30 september 2018. Een nieuw park werd aangekondigd op een andere locatie. 